# 278
Криза Римської імперії у 3 столітті. Правління імператора Проба. У Китаї завершується період трьох держав, в Японії триває період Ямато, в Індії період занепаду Кушанської імперії, у Персії править династія Сассанідів.
На території лісостепової України Черняхівська культура. У Північному Причорномор'ї готи й сармати.

## Події
- Імператор Проб здобуває перемоги над алеманами і франками, реорганізує лінію оборони на Рейні.
- Германцям дозовлено селитися в спустошених війнами римських провінціях.

### Астрономічні явища
- 9 лютого. Часткове сонячне затемнення.[1]
- 6 серпня. Часткове сонячне затемнення.[1]
- 31 грудня. Повне сонячне затемнення.[1]

## Народились
- Максенцій, майбутній римський імператор.